# 梦笔山 (阿坝)

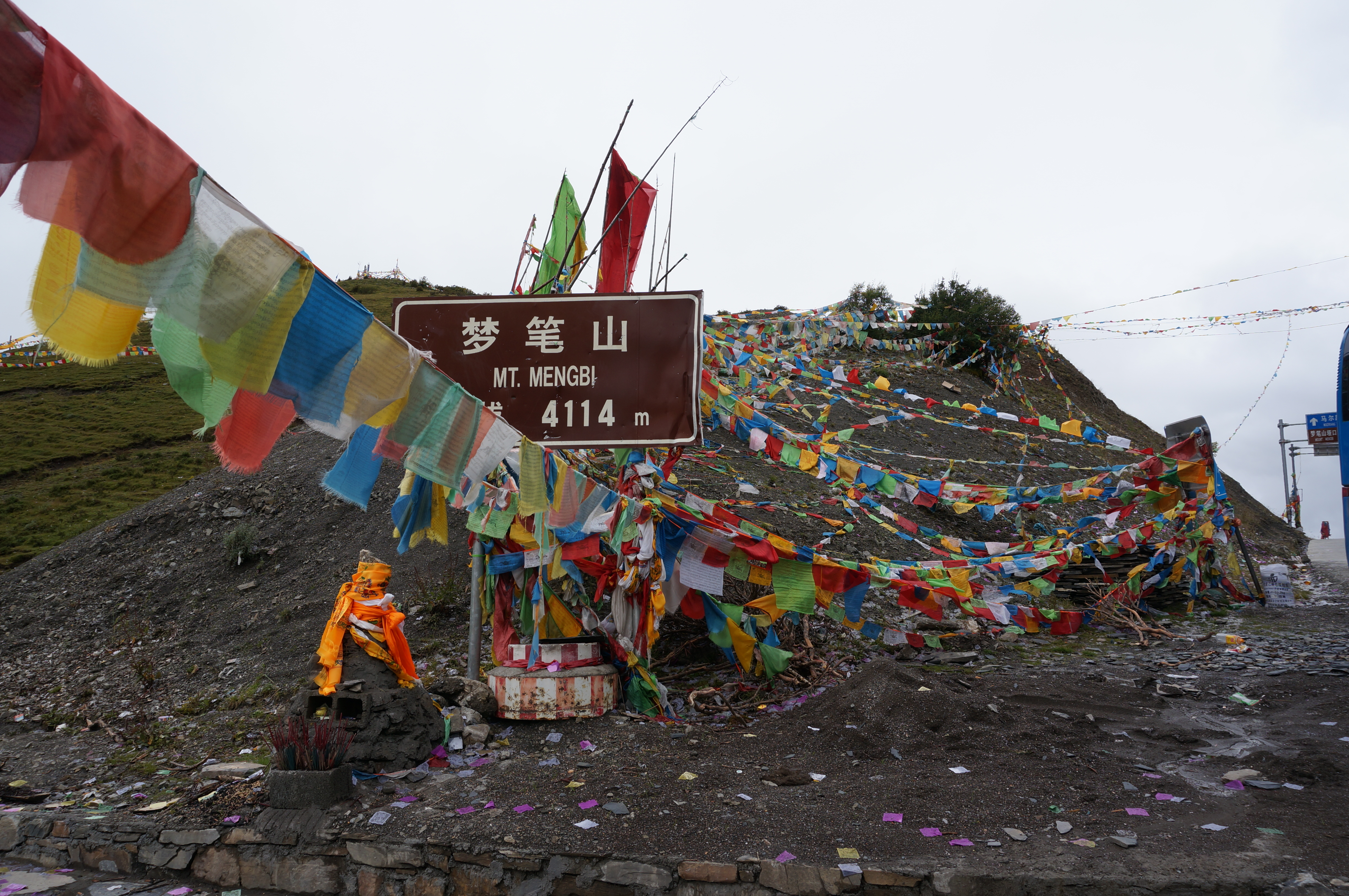
省道210线上的标志牌

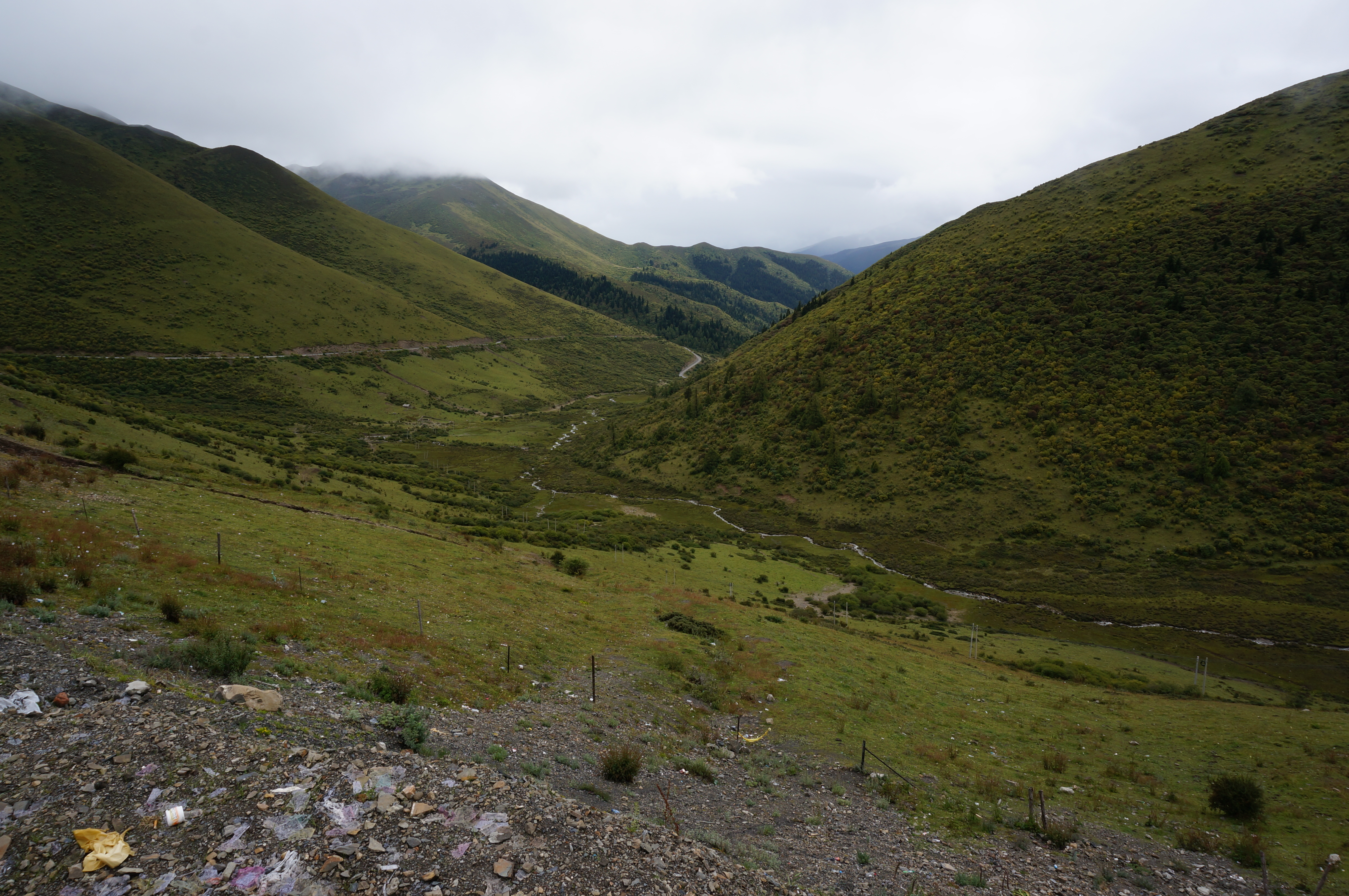
自标志牌处看山谷风景

梦笔山亦名梦拜山，位于中国四川省阿坝藏族羌族自治州马尔康县与小金县交界处，属岷山山脉，东西走向，为两县分界山（北为马尔康县卓克基镇，南为小金县），其垭口为两座县城间的唯一通道。梦笔山最低山口海拔3900米，最高峰海拔4470米，山顶终年积雪，北坡以原始森林为主，南坡山势平缓，以高山草地为主，此山也是中国工农红军长征途中翻越的第二座大雪山（第一座为夹金山）。